# عزیزآباد (سملقان)
عزیزآباد، روستایی در دهستان قاضی بخش سملقان شهرستان مانه و سملقان در استان خراسان شمالی ایران است.

## جمعیت
بر پایه سرشماری عمومی نفوس و مسکن در سال ۱۳۹۵، جمعیت این روستا برابر با ۵۰۴ نفر (۱۶۰ خانوار) بوده‌است.